# Одна неделя (фильм, 1920)
«Одна неделя» — американский короткометражный комедийный фильм 1920 года с известным комиком Бастером Китоном в главной роли, дебютный фильм Бастера Китона в качестве режиссёра (совместно с Эдвардом Клайном). Они же написали сценарий фильма. Главную женскую роль сыграла Сибил Сили. Премьера состоялась 1 сентября 1920 года.
Фильм The High Sign был снят Китоном раньше «Одной недели», однако Китон счёл его непригодным в качестве дебютного, и он был выпущен на экраны только в 1921 году. В 1995 году гитарист Билл Фриселл написал саундтрек к этим фильмам и выпустил его в виде альбома под названием The High Sign/One Week.
В 2008 году фильм «Одна неделя» был выбран Библиотекой Конгресса для занесения в Национальный реестр фильмов США как «культурно, исторически и эстетически важный».

## Сюжет

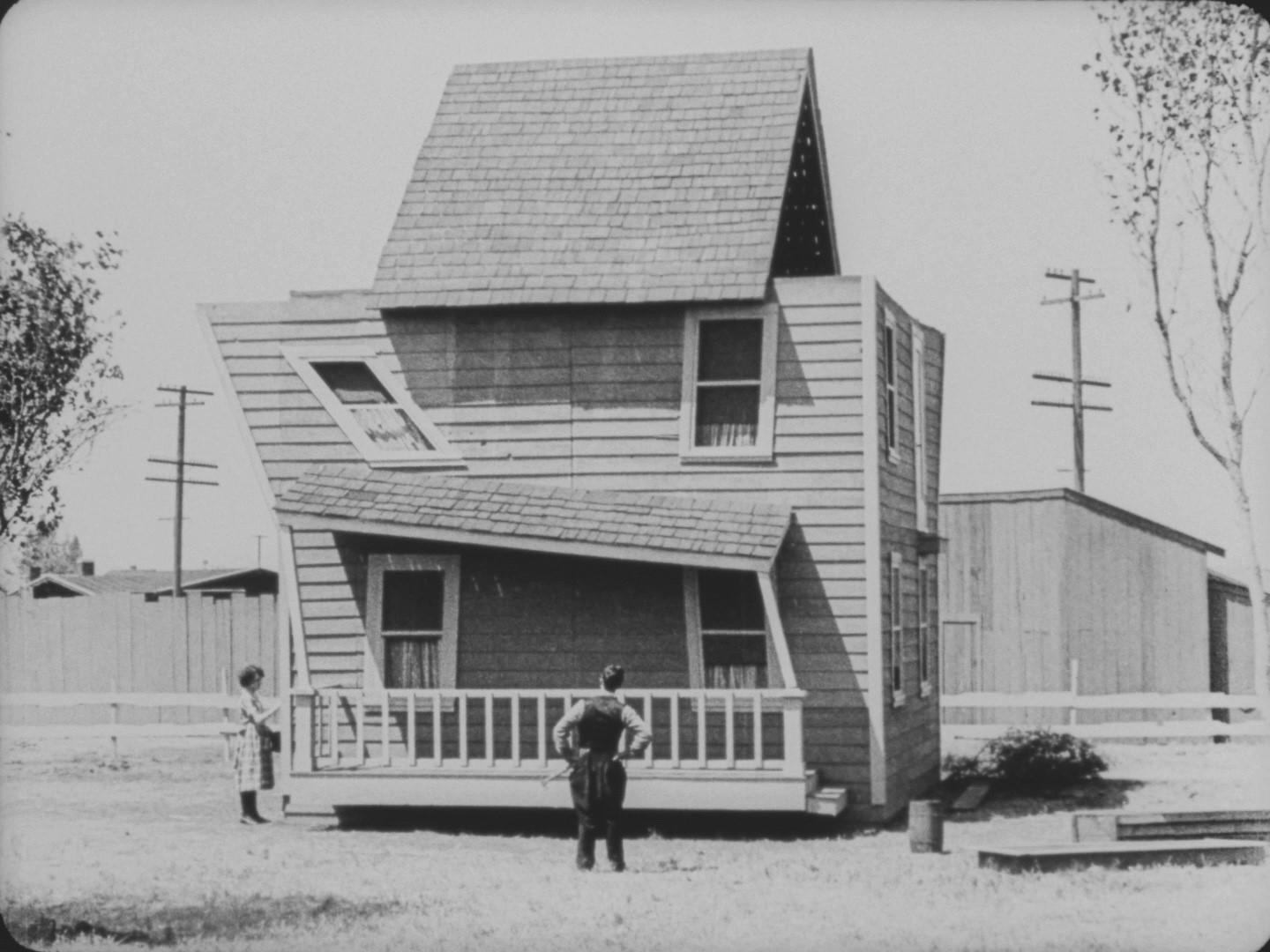
Герой Б. Китона осматривает построенный им дом.

Молодожёны Китон и Сили получили в качестве подарка набор «сделай сам» для постройки дома. По утверждениям производителя, дом можно собрать за одну неделю. Однако отвергнутый поклонник Сили тайно поменял номера на упаковочных ящиках, в результате Китон долго и безуспешно пытается собрать дом в соответствии с неправильной нумерацией. Получается странное сооружение с кривыми окнами и маленькой крышей, не покрывающей даже комнаты верхнего этажа.
В доме постоянно происходят какие-то недоразумения. То кто-то вываливается из выходной двери, которая почему-то оказывается на втором этаже, то приходится ходить с зонтом так как дырявая крыша не закрывает от дождя, то налетевший ураган начинает вертеть дом, превратив его в карусель.
В довершение всех бед оказывается, что Китон перепутал участок для строительства и теперь должен перевезти дом в другое место.
Китон приделывает к дому колёса, сделанные из бочек, и при помощи автомобиля тащит дом на свой участок. При буксировке дом застревает на железнодорожном переезде. Китон и Сили судорожно пытаются сдвинуть его с пути приближающегося поезда, однако поезд, к счастью, проезжает по соседней ветке, не задев дома. Казалось бы, злоключения героев кончились, и фильм приближается к счастливому финалу, но в этот момент дом разносит в щепки другой поезд, пришедший с противоположной стороны.
Кинематографическое обозрение газеты New York Times писало:
«Одна неделя», снятая Бастером Китоном, гораздо смешнее, чем большинство дешёвых фарсовых и трюковых комедий».  
Оригинальный текст (англ.)«One Week, a Buster Keaton work, has more fun in it than most slap-stick, trick-property comedies

## В ролях
| Актёр        | Роль              |
| ------------ | ----------------- |
| Бастер Китон | Жених             |
| Сибил Сили   | Невеста           |
| Джо Робертс  | Перевозчик роялей |

## Интересные факты
- Множество спецэффектов, включая перевернувшийся во время урагана дом и столкновение с поездом были сняты реально, без использования моделей.
- Неизвестно имя актёра, сыгравшего злокозненного соперника Бастера Китона. Джой Робертс сыграл эпизодическую роль сильного человека, перевозчика роялей.
- Сибил Сили снялась в фильме в возрасте 18 лет. Всего она сыграла в 18 фильмах, последняя её роль была в 1922 году. Умерла она в 1984 году.